# Statue-menhir du Mas d'Azaïs
La statue-menhir est une statue-menhir appartenant au groupe rouergat découverte à Montlaur, dans le département de l'Aveyron en France.

## Description
Elle a été découverte à la fin du XIXe siècle par M. Mazel sur la rive droite du Dourdou selon l'abbé Hermet. Elle est constituée d'une dalle en grès permien dont le site d'extraction le plus proche est situé à environ 3 km du site de la découverte. Elle mesure 1,12 m de hauteur sur 0,75 m de largeur et 0,11 m d'épaisseur.
La statue est quasiment complète, elle a été détériorée par des coups de charrue, dans sa partie haute et dans l'angle droit en bas, mais l'ensemble demeure de très belle facture. C'est une statue féminine. Le visage a disparu. Les seins, parfaitement sculptés, les bras, les mains, les jambes disjointes et le pied gauche sont encore visibles. Elle porte un collier à quatre rangs et une large ceinture avec un décor de chevrons très nettement marqués.  Au dos, le chevelure et les crochets-omoplates sont très distinctement figurés.
La statue est conservée au Musée d'archéologie nationale, une copie a été dressée sur place. Selon l'abbé Hermet, une seconde statue du même type aurait été découverte à proximité mais elle fut détruite avant même qu'il puisse l'examiner.